# The Sword of Damocles
Pour plus de détails, voir Fiche technique et Distribution.
The Sword of Damocles est un film britannique réalisé par George Ridgwell, sorti en 1920.

## Synopsis
Un avocat prouve la culpabilité d'une femme qui a assassiné son mari après avoir appris qu'il était déjà marié à une autre.

## Fiche technique
- Titre original : The Sword of Damocles
- Réalisation : George Ridgwell
- Scénario : George Ridgwell, d'après la pièce Leonie de Henry V. Esmond (en)
- Production : Edward Godal
- Société de production : British and Colonial Kinematograph Company (en)
- Société de distribution : Butcher's Film Service
- Pays de production :  Royaume-Uni
- Langue originale : anglais
- Format : noir et blanc — 35 mm — 1,37:1 — Film muet
- Genre : Film policier
- Durée : 5 bobines (1 500 m)
- Date de sortie :
  - Royaume-Uni : août 1920

## Distribution
- Jose Collins : Leonie Paoli
- Henry V. Esmond (en) : Hugh Maltravers
- Claude Fleming : Geoffrey Moray
- Bobby Andrews : Jack Moray
- Thomas Nesbitt : Bruce Leslie
- Chigquita de Lorenzo : Una Paoli
- Edward Sorley : Raikes